# Ana Peters
Ana Peters Ivert (Bremen, 1932 — Dénia, 27 de febrero de 2012) fue una pintora contemporánea relevante por su importante labor artística dentro del contexto intelectual y cultural de la España franquista así como por su posterior producción abstracta. Nació en Alemania pero pasó la mayor parte de su vida en España, donde desarrolló también su obra. 

## Biografía
Peters se trasladó en 1942 con su familia desde Alemania a España, donde su padre se encontraba destinado como consignatario, durante la Segunda Guerra Mundial,  después de sufrir la ciudad de Bremen, donde residía, varios bombardeos. Creció en Valencia y asistió al Colegio Alemán. Realizaba frecuentes viajes a Alemania donde se familiarizó con el arte alemán. Influirán en su obra Caspar David Friedrich, Emil Nolde y sobre todo Paula Modersohn-Becker quien será para Peters un gran referente.
Conoció al historiador y crítico de arte Tomás Llorens Serra en el estudio del pintor Vicente Cardells en Valencia, en 1961, y se casaron en Bremen en 1964 año en el que ambos colaboraron con Estampa Popular de Valencia y participaron a su vez en las reuniones fundacionales del Equipo Crónica para quien él escribió diversos catálogos y textos teóricos. En 1973 Peters y su familia se trasladaron a Inglaterra estableciéndose en Portsmouth. En 1985 regresaron a la Comunidad Valenciana y se establecieron en Denia, Alicante, lugar donde Peters instaló su taller y vivió hasta su fallecimiento en el año 2012.

## Formación y trayectoria artística
Peters tuvo, desde temprana edad, un interés específico por la pintura. Inició su formación académica en Valencia, en la Escuela de Artes y Oficios y luego en la de Bellas Artes, para continuar en Madrid, en la Escuela de Bellas Artes de San Fernando, donde entró en contacto con artistas de su generación e inmediatamente anteriores, como Lucio Muñoz, Amalia Avia, Gerardo Rueda, Antonio López o Alfonso Fraile, con quien realizó varios encargos murales. En 1959 regresó a Valencia, y aunque realizó algunas obras abstractas dentro del movimiento de la abstracción lírica (tendencia a la que volvería a recurrir con el paso de los años), optó, en el apogeo de los años sesenta, por el lenguaje gráfico de los mass media, pasando a formar parte del grupo artístico Estampa Popular de Valencia, de raíz antifranquista. Nacido en Madrid y activo en Valencia entre 1964 y 1968, Estampa Popular fue un movimiento a imagen y semejanza del grupo Taller de Gráfica Popular mexicano.
En Valencia los jóvenes artistas vinculados a Estampa Popular, incluyéndose Peters, optaron por un léxico artístico sofisticado que hundía sus raíces en el lenguaje del cómic y la publicidad, utilizaban la estampa y la serigrafía como medio de difusión; esto les diferenciaba del sector madrileño que prefería lenguajes más arraigados en el realismo expresionista de influencia picassiana.  
Peters participó en las primeras reuniones de formación del Equipo Crónica cuyo trabajo se imbricó con el de Estampa Popular en carteles, calendarios, estampas, postales y cómics durante dos o tres años. En este contexto, cabe destacar la utilización por parte de Peters de todos los recursos gráficos con los que trabajó en Estampa Popular con el objetivo, en ocasiones, de ofrecer un análisis crítico de la imagen femenina impuesta por la sociedad de consumo y el régimen franquista.   
Realizó tres exposiciones en Valencia y una en Madrid en 1966 en las que incorporaba principalmente arte pop, influencia de Rauschenburg, pero sus creaciones no consiguieron una reacción notable por lo que Peters frenó voluntariamente su creación artística a finales de esa década.  
Asimismo, Peters trataba con los grupos culturales que apoyaban a Estampa Popular, editorial Garbí y la librería Concret Llibres, y diseñó los locales de sus sedes ampliando después su actividad al interiorismo en diversas librerías y en viviendas entre ellas la casa Andreu Alfaro en Rocafort diseñada por el arquitecto Emilio Giménez. Diseñaba sistemas de estanterías, muebles y escaleras de acceso y seleccionaba telas y tapicerías para el conjunto aplicando materiales novedosos y diseños vanguardistas.
En los primeros años de su estancia en Inglaterra, Peters se dedicó a la creación de collages motivada fundamentalmente por la ocupación de un menor espacio de trabajo y del uso más limitado de materiales, pero pronto fue de nuevo ampliando sus formas de creación. A su regreso a España realizó obras dentro del movimiento de los campos de color, perfilando así su estilo propio y su madurez artística. En 1990 alcanzó el lenguaje pictórico que la caracteriza, los llamados monocromos, que conformaban ya una tradición arraigada dentro del arte del siglo XX. Inicia así lo que podemos denominar como su segunda etapa artística en la que se sumerge en el lenguaje abstracto. Los monocromos de Peters están sutilmente tocados por ondas, manchas, huellas o rayas que buscan sugerir movimientos suaves naturales, estados de ánimo y momentos específicos, lo que los mantiene vigentes pese a las diversas relecturas. Peters se va a interesar también en esta etapa en explorar la relación de los colores con la luz, utilizando para ello una amplia gama cromática, pero dotando cada cuadro de un color individual. 

## Exposiciones
Ana Peters realizó un importante número de exposiciones tanto individuales como colectivas internacionalizándose su figura en el transcurso de su carrera artística.
Exposiciones individuales: 1958-2002
• Sala Mateu, Valencia, 16-IV-1959, 8-V-1959 y 30-X-1964      
• Galería Edurne, Madrid, “Imágenes de la mujer en la sociedad de consumo", IV-1966     
• Galería Punto, Valencia, 18-V-1993.    
• Galería El Coleccionista, Madrid, 5-X-1993.    
• Galería Italia, Alicante, 22-IV-1994.    
• Galería Canem, Castellón, 6-IV-1995.    
• Galería Mona, Denia (Alicante), 2-VI-1995.    
• Sala Universidad de Alicante, (Alicante), 19-XII-1997.    
• Galería El Coleccionista, Madrid 4-XI-1997.    
• Galería Punto, Valencia, 8-I-1998.     
• Ayuntamiento de Bellreguard, Bellreguard (Valencia), 23-I-1998.    
• Galería Canem, Castellón, 15-IV-1998.    
• A la mar de Denia, Centro Cultural de Alcoy, Alcoy (Alicante), 4-V-1999
• Galería Pilar Mulet, Madrid, 18-XI-1999.    
• Ana Peters, Museu de la Ciutat, Valencia, 12-III-2000 – 14-V-2000
• Galería Silvia Ortiz, Denia (Alicante). 2001.    
• Embajada de España, La Habana. 2001.    
• Galería el Sol, Altea (Alicante). 2002.    
• Ana Peters, IVAM, Valencia, 5-IX-2007 – 4-XI-2007.    
• Homenaje a Ana Peters, IVAM, Valencia, 22-III-2012 – 16-IV-2012.    
• Ana Peters. Homenaje, Galería Punto, Valencia, 27-III-2014 – 15-V-2014.    
•Ana Peters. Mitologías políticas y estereotipos femeninos en los sesenta, IVAM, Valencia, 23-VII-2015 – 22-XI-2015.
Exposiciones Colectivas 1958-2018
• Sala Diputación de León, León, 30-XI-1958.
• Ayuntamiento de Segorbe, Segorbe, 4-IX-1960.
• Ateneo Mercantil “Salón de Otoño”, Valencia 10-IX-1960.
•Ateneo Mercantil Seis Pintoras, Valencia 13-III-1961.
• Librería Abril, Madrid, 16-XI-1961.
• Estampa Popular, Valencia, IV-1964.
• Martínez Medina, Tres pintoras, Valencia, IV-1965. 
• Bienal de Venecia. España. Vanguardia artística y realidad social, 1936-1976. Venecia, 14-VII-1976 al 10-X-1976.
• Instituto Valenciano de Arte Moderno, Un siglo de pintura valenciana, Valencia, 20-V-1994
• Galería Jorge Mara, El color de los sueños, V-1994 a VI-1994.
• Galería Elvira González, Dibujos, Madrid, 7-V-1994. 
• Galería El Coleccionista, En torno al Mediterráneo, Madrid, 7-V-1996
• Museo de Bellas Artes de Valencia, Mujeres que fueron por delante, Valencia, 8-III-1998. 
• Atarazanas, Homenaje a José Mateu, Valencia, VII-1998.
• Galería El Coleccionista, Madrid, IX-1999.
• Museo Nacional de Cerámica y Artes Suntuarias González Martí, Juguetes para Ícaro: Abanicos de dos mares. Valencia, 28-VI-2000 al 31-VII-2000
• Atarazanas, Las Bellas Artes en el siglo XX. Valencia, diciembre de 2003 - febrero de 2004.
• Museo Nacional de Arte Contemporáneo Reina Doña Sofía, Monocromos, de Malevich al presente. Madrid. 2004
• Instituto Valenciano de Arte Moderno, IVAM, Entre bambalinas: arte y moda. Valencia, 18-VI-2013 al 20-X-2013
• Museo de Bellas Artes de Bilbao, Equipo Crónica. Bilbao, 10-II-2015 al 18-V-2015 
• Instituto Valenciano de Arte Moderno, IVAM. Colectivos artísticos en Valencia bajo el Franquismo. 1964-1976, Valencia, 2016. 
• Centro Cultural Bancaja. Exposicion antológica de Equipo Crónica. Valencia, 22-IX-2016 al 08-I-2017.
• A contratiempo. Medio siglo de artistas valencianas, IVAM, Valencia, 26-IV-2018 al 2-IX-2018.
• Instituto Valenciano de Arte Moderno, IVAM. España. Vanguardia artística y realidad social. 1936-1976. CASO DE ESTUDIO. Valencia, 13-IX-2018 al 13-01-2019
• Ocultes e il·lustrades, La Nau, Universitat de València, octubre 2018.
• Ferias 1990-2018.
•Dentro del contexto internacional, su obra ha sido expuesta en la Feria de Arte de Colonia, la Feria de Arte de Chicago, FIAC (Paris), y ARCO. Madrid.